# Pirttijärvi (Övertorneå socken, Norrbotten)
Pirttijärvi är en sjö i Övertorneå kommun i Norrbotten och ingår i Torneälvens huvudavrinningsområde. Sjön har en area på 1,42 kvadratkilometer och ligger 140,9 meter över havet. Största uppmätta djupet är minst 6 m.
Sjön avvattnas av vattendraget Takajoki. Vid provfiske har abborre, gers, gädda, löja och mört fångats i sjön.
Sjön har två flottholmar, en i nord och en utbrytning därifrån som sedan 1945 finns i sydöst.
Byn Pirttijärvi ligger vid sjön, som också gett namn åt Pirttijärvi sameby.

## Delavrinningsområde
Pirttijärvi ingår i det delavrinningsområde (741054-182250) som SMHI kallar för Utloppet av Pirttijärvi. Medelhöjden är 149 meter över havet och ytan är 3,8 kvadratkilometer. Det finns ett avrinningsområde uppströms, och räknas det in blir den ackumulerade arean 40,57 kvadratkilometer. Takajoki, som avvattnar avrinningsområdet, har biflödesordning 3, vilket innebär att vattnet flödar genom totalt tre vattendrag innan det når havet efter 127 kilometer. Avrinningsområdet består mestadels av skog (44 procent). Avrinningsområdet har 1,43 kvadratkilometer vattenytor vilket ger det en sjöandel på 37,5 procent.